# Gukje Shibal
Gukje Shibal – samochód terenowy klasy kompaktowej produkowany pod południowokoreańską marką Gukje w latach 1955–1963.

## Historia i opis modelu

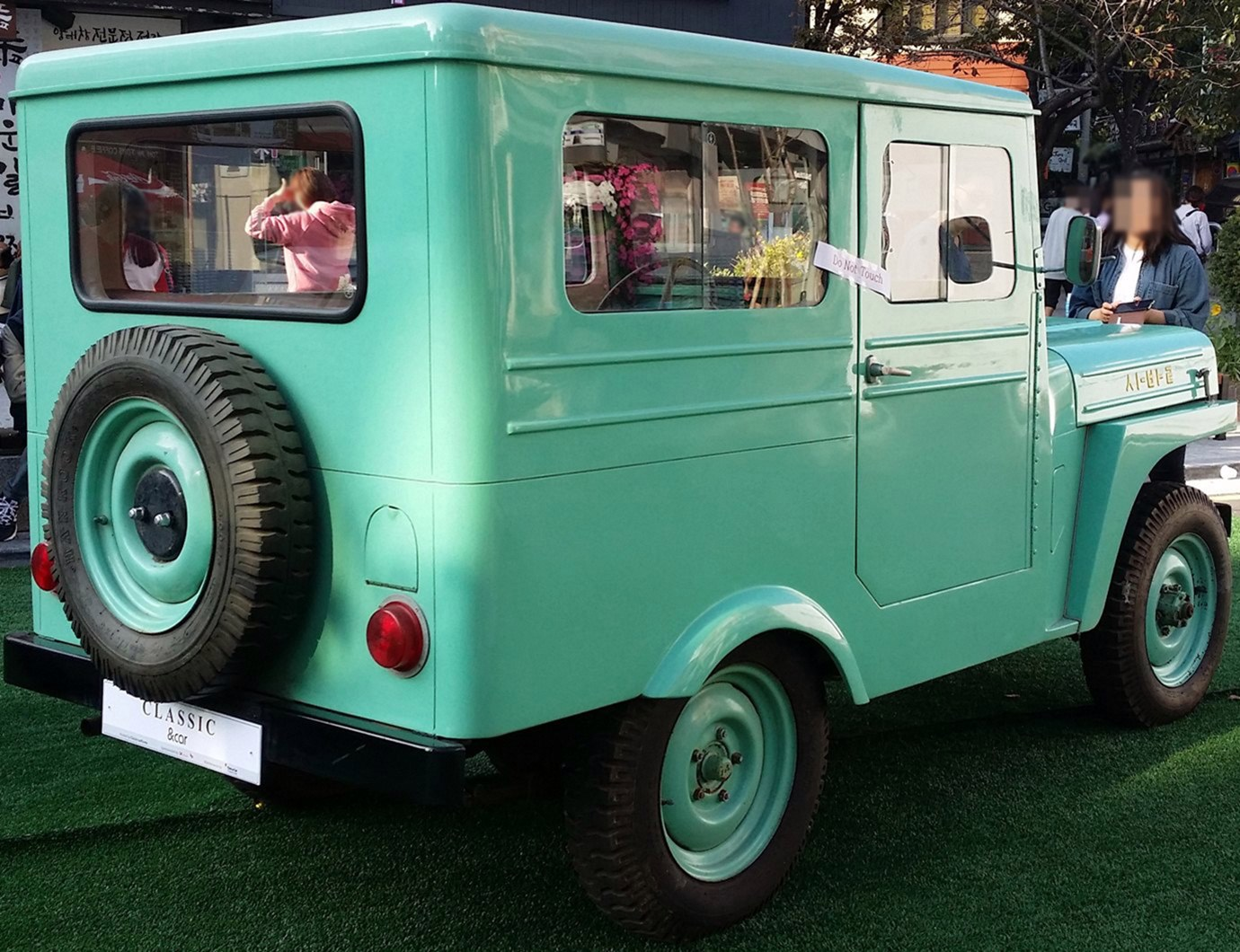
Dodge Power Wagon - tył

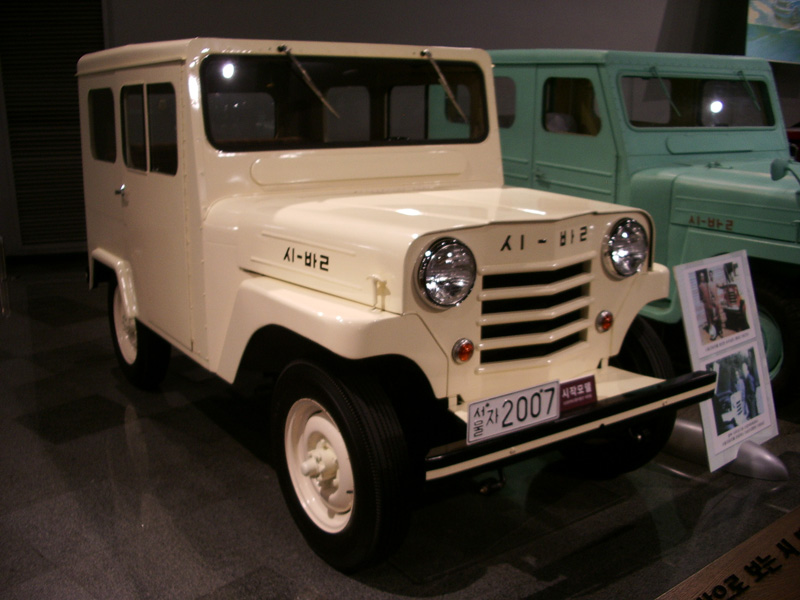
Gukje Shibal w muzeum

W sierpniu 1955 roku południowokoreańskie przedsiębiorstwo Gukje Motors przedstawiło swój samochód terenowy jako pierwszy seryjnie wytwarzany samochód w historii Korei Południowej. Pojazd został skonstruowany na bazie podzespołów technicznych porzuconych przez amerykańskich żołnierzy Jeep-ów, głównie modeli CJ.
Pojazd oferowany był w 3-drzwiowym wariancie nadwoziowym, umożliwiając transport od 6 do 9 pasażerów. Projekt nadwozia powstał samodzielnie w wykonaniu konstruktorów Gukje.

### Produkcja
Podczas 8 lat produkcji Gukje Shibala, wyprodukowano w zakładach przedsiębiorstwa w Seulu ok. 3000 sztuk pojazdu. Wytwarzanie samochodu, wraz z zakończeniem działalności Gukje Motors, dobiegło końca w maju 1963 roku.

### Silnik
- L4 1.3l